# Traveller (ролевая игра)
Traveller — настольная ролевая игра в жанре космической научной фантастики. Игра была создана в 1977 году коллективом авторов во главе с Марком Миллером (англ. Marc W. Miller) и издавалась компанией Game Designers' Workshop. Traveller стала первой успешной научно-фантастической настольной ролевой игрой. Позднее игра несколько раз переиздавался другими издательствами. Помимо оригинальной игровой системы она адаптировалась под GURPS и d20. Последняя на сегодняшний день редакция игры, названная Traveller, была издана в 2013 году, после того как собрала на платформе Kickstarter более 294 тыс. долларов. В 1994 году книга правил Traveller: The New Era была отмечена премией Origins, в 1997 году игра Traveller была включена в зал славы Origins.

## Особенности игры

#### Сеттинг
Сеттинг игры претерпевал изменения за годы работы с ним разных авторов и издательств. Ключевые его особенности, однако, оставались неизменными. Действие игры происходит в далёком будущем, где большую часть вселенной занимает огромная человеческая империя. При этом существуют и разумные нечеловеческие расы. Космические путешествия между звёздными системами осуществляются посредством прыжкового двигателя (аналог варп-двигателя) и занимают весьма продолжительное время. Не существует технологий, позволяющий обмен информацией со скоростью, превышающей скорость света. Из-за ограниченности коммуникаций и невозможности централизованного управления тысячами звёздных систем империи было создано феодальное государственное устройство, в котором власть на местах принадлежит титулованной знати. В большинстве редакций игры, включая оригинальную, подробно описана экономическая система. Во всех редакциях игры неизменно присутствовали правила по космическим сражениям.

#### Персонажи
Хотя персонажи игроков в Traveller могут быть представителями разных профессий, большое внимание уделяется игре вольными торговцами, владеющими собственным космическим кораблём.  Другой популярной темой игры является исследование персонажами дальних рубежей космоса. При этом характеры персонажей определяются не повышением собственных навыков и способностей, а достижениями, открытиями, богатством, титулами и политической властью. Экипировка персонажей и находящееся в их распоряжение оборудование обычно ориентирована на задачи по исследованию неизвестных миров и космических объектов, пребывание в опасной для жизни среде и боевые столкновения. Вездеходы, различные сенсоры и сканеры, скафандры и боевые броне-костюмы, ручное оружие - всё это часто присутствует на борту корабля межзвёздных путешественников.

#### Космический корабли
Корабли в Traveller - важная составляющая игрового процесса и игровой вселенной. Как правило корабль - это дом и главный инструмент игроков. Правила для конструирования, обслуживания и действия кораблей достаточно сложны и гибки чтобы считать их "игрой в игре". Game Designers' Workshop опубликовала несколько отдельных книг правил для отыгрывания космических сражений как самостоятельные игры, например: Mayday, Brilliant Lances и Battle Rider.

#### Планеты
Во вселенной Traveller присутствуют планеты с самыми разнообразными условиями среды и социальными структурами, от безжизненных планетоидов до планет земного типа с населением в десятки миллиардов существ. Обычно обитаемые планеты имеют лишь относительно небольшие колонии разного уровня технологического развития и общественного устройства. Так же правила Traveller предлагают систему для случайного создания планет и выбора всех доступных в игре условий среды и форм общества.

#### Расы
В вымышленной вселенной Traveller доминирует человеческая раса, состоящая из расселившихся в результате космической экспансии потомков Землян, с ними соседствует множество других существ неземного происхождения как разумных и технологически развитых, так и диких или полу-разумных. Меж расовая политика в основном лежит в области взаимодействия шести цивилизаций, которые самостоятельно развили свои технологии до уровня сверхсветовых полётов.

## Редакции игры Traveller
| Дата публ. | Название                           | Аббревиатура | Основной издатель        |
| ---------- | ---------------------------------- | ------------ | ------------------------ |
| 1977       | (Classic) Traveller                | CT           | Game Designers' Workshop |
| 1987       | MegaTraveller                      | MT           | Game Designers' Workshop |
| 1993       | Traveller: The New Era             | TNE          | Game Designers' Workshop |
| 1996       | T4: Marc Miller's Traveller        | T4           | Imperium Games           |
| 1998       | GURPS Traveller                    | GT           | Steve Jackson Games      |
| 2002       | Traveller20                        | T20          | QuikLink Interactive     |
| 2006       | GURPS Traveller: Interstellar Wars | GTIW         | Steve Jackson Games      |
| 2006       | Traveller Hero                     | TH           | ComStar Games            |
| 2008       | Mongoose Traveller                 | MGT          | Mongoose Publishing      |
| 2013       | Traveller5                         | T5           | Far Future Enterprises   |
| 2016       | Mongoose Traveller 2nd Ed.         | MGT2         | Mongoose Publishing      |

## Отзывы
В выпуске №6 от 1978 года журнала White Dwarf Дон Тернбулл (журналист, редактор, разработчик игр) дал сильно положительную рекомендацию новой игре.
В сентябрьском выпуске 1978 года журнала Dragon (выпуск 18) Тони Уотсон (англ. Tony Watson) похвалил игру за высокое качество её материальных компонентов, так же он подчеркнул отсутствие акцента на набор очков опыта персонажами. В заключение он дал положительную рекомендацию: «Traveller - это уникальная научно-фантастическая игра и, вероятно, лучшая из этой разновидностей ролевых игр. Он предлагает игрокам красочное, но стабильное будущее для приключений».
В первом выпуске журнала Ares (март 1980 года) Дэвид Ричи (англ. David Ritchie) с энтузиазмом отозвался о Traveller, оценив его на 8 баллов из 9 и прокомментировал: «Эта игра начинается там, где заканчиваются Dungeons and Dragons, но, если есть справедливость, в конечном итоге станет более популярной, чем эта почтенная реликвия. Из основного, правила Traveller довольно последовательны (больше, чем обычно для подобных игр)».
В выпуске Space Gamer за май-июнь 1980 года (выпуск № 28) Форрест Джонсон (англ. Forrest Johnson) дал хороший отзыв: «Traveller - лучшая игра в своем роде, рекомендую для искушенного игрока-фантаста».
В ноябрьском выпуске 1980 года Ares (выпуск № 5) Эрик Голдберг (англ. Eric Goldberg) назвал Traveller «самым впечатляющим достижением с точки зрения дизайна… Этот знак отличия — главная причина, по которой я считаю Traveller лучшей коммерчески доступной ролевой игрой». Голдберг не считал ее идеальной, критикуя отсутствие в игре воображаемого видения технологий будущего. Хотя ему понравилась «сложная и элегантная» система генерации персонажей, он полагал, что «Слишком часто игроку придется провести целый день, бросая кубики, прежде чем он получит вменяемого персонажа». В заключение Голдберг дал положительную рекомендацию: «Если у вас есть хотя бы случайный интерес к научной фантастике и ролевым играм, вам определенно следует инвестировать в копию Traveller».